# Adrift in a Great City

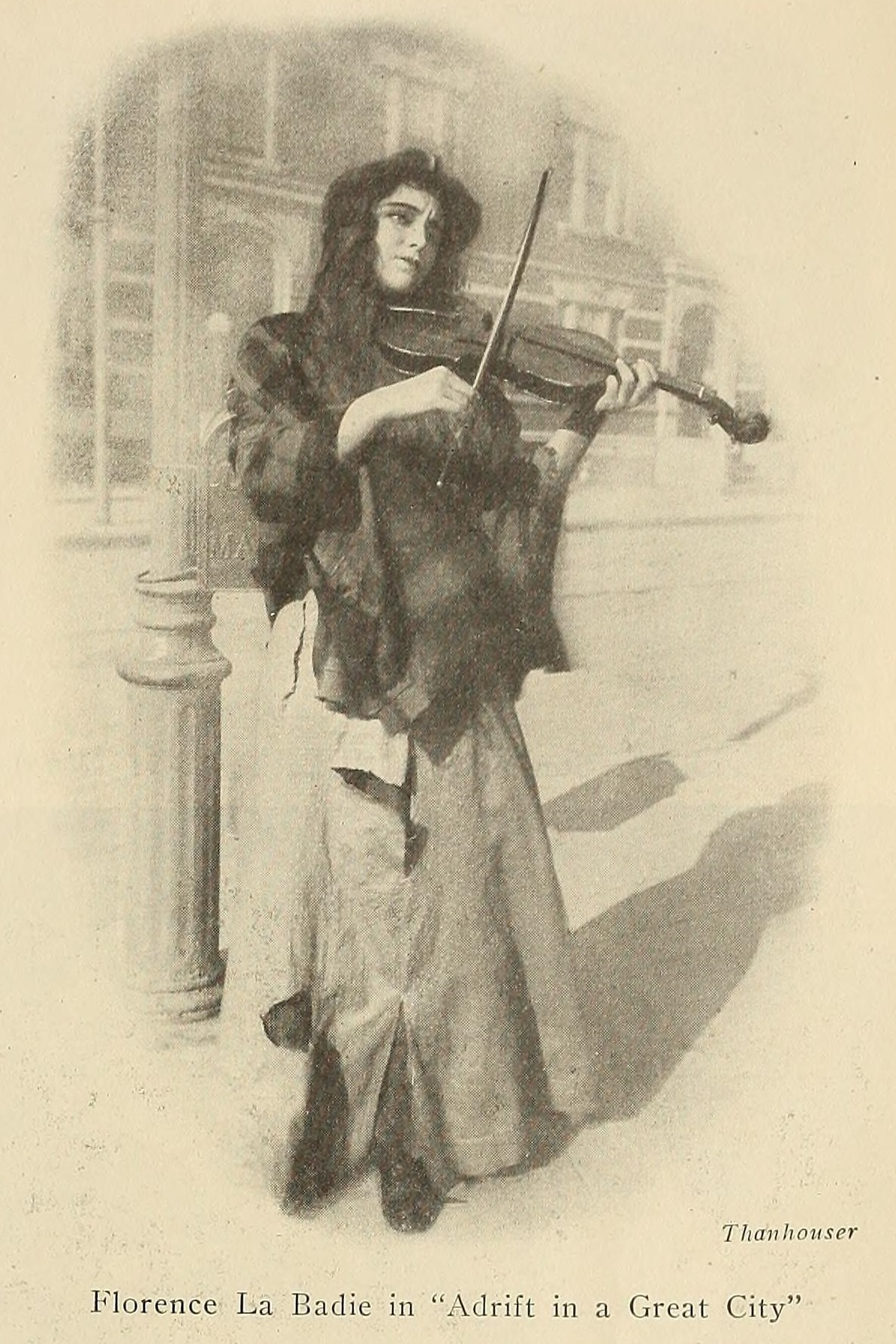
Florence LaBadie dans Adrift in a Great City

Adrift in a Great City est un court-métrage américain produit par Thanhouser et sorti en 1914.

## Synopsis
La femme et la fille d'un immigrant qui ne parvient pas à les retrouver doivent mendier pour survivre,.

## Fiche technique
- Titre : Adrift in a Great City
- Réalisateur : non crédité
- Scénario : Lloyd F. Lonergan (en)
- Production : Thanhouser Company
- Durée : 1 bobine[3]
- Date de sortie : 
  - États-Unis : 13 janvier 1914

## Distribution
- Florence LaBadie : la fille aveugle
- Sidney Bracy :  Pat Moran
- Lila Chester (en)